# Comuna Söderköping
Söderköping (Söderköpings kommun) este o comună din comitatul Östergötlands län, Suedia, cu o populație de 14.195 locuitori (2013).

## Geografie

### Zone urbane
Lista celor mai mari zone urbane din comună (anul 2015) conform Biroului Central de Statistică al Suediei:
| Nr | Zona urbană  | Pop.  |
| -- | ------------ | ----- |
| 1  | Söderköping  | 7.418 |
| 2  | Västra Husby | 488   |
| 3  | Östra Ryd    | 477   |
| 4  | Snöveltorp   | 423   |
| 5  | Mogata       | 296   |
| 6  | Luddingsbo   | 215   |

## Demografie
| \| Evoluția demografică în comuna Söderköping, 1970–2015 \| Evoluția demografică în comuna Söderköping, 1970–2015 \| Evoluția demografică în comuna Söderköping, 1970–2015 \| Evoluția demografică în comuna Söderköping, 1970–2015 \| Evoluția demografică în comuna Söderköping, 1970–2015 \| \| ----------------------------------------------------------------------------------------------------- \| ----------------------------------------------------- \| ----------------------------------------------------- \| ----------------------------------------------------- \| ----------------------------------------------------- \| \| An \| \| \| Locuitori \| \| \| 1970 \| 1970 \| \| 9639 \| 9639 \| \| 1975 \| 1975 \| \| 10338 \| 10338 \| \| 1980 \| 1980 \| \| 11467 \| 11467 \| \| 1985 \| 1985 \| \| 12339 \| 12339 \| \| 1990 \| 1990 \| \| 13351 \| 13351 \| \| 1995 \| 1995 \| \| 13911 \| 13911 \| \| 2000 \| 2000 \| \| 13936 \| 13936 \| \| 2005 \| 2005 \| \| 14025 \| 14025 \| \| 2010 \| 2010 \| \| 14024 \| 14024 \| \| 2015 \| 2015 \| \| 14240 \| 14240 \| \| Sursa: SCB - Statistika Centralbyrån, Folkmängd efter region, civilstånd, ålder och kön. År 1968–2016 \| \| \| \| \| |      |  |           |       |
| Evoluția demografică în comuna Söderköping, 1970–2015 |      |  |           |       |
| An |      |  | Locuitori |       |
| 1970 | 1970 |  | 9639      | 9639  |
| 1975 | 1975 |  | 10338     | 10338 |
| 1980 | 1980 |  | 11467     | 11467 |
| 1985 | 1985 |  | 12339     | 12339 |
| 1990 | 1990 |  | 13351     | 13351 |
| 1995 | 1995 |  | 13911     | 13911 |
| 2000 | 2000 |  | 13936     | 13936 |
| 2005 | 2005 |  | 14025     | 14025 |
| 2010 | 2010 |  | 14024     | 14024 |
| 2015 | 2015 |  | 14240     | 14240 |
| Sursa: SCB - Statistika Centralbyrån, Folkmängd efter region, civilstånd, ålder och kön. År 1968–2016 |      |  |           |       |